# Ковалёвка (Башкортостан)
Ковалёвка (баш. Ковалевка) — деревня в Куюргазинском районе Башкортостана, в России. Входит в Ленинский сельсовет. 

## Население
| 2002 | 2009 | 2010 |
| ---- | ---- | ---- |
| 91   | ↘90  | ↘81  |

Национальный состав
Согласно переписи 2002 года, преобладающая национальность — русские (64 %).

## Географическое положение
Находится на берегу реки Белой.
Расстояние до:
- районного центра (Ермолаево): 31 км,
- центра сельсовета (Бугульчан): 4 км,
- ближайшей ж/д станции (Кумертау): 29 км.